# Kloster S. Salvator auf dem Berg Tabor
Koordinaten: 32° 41′ 12″ N, 35° 23′ 25″ O

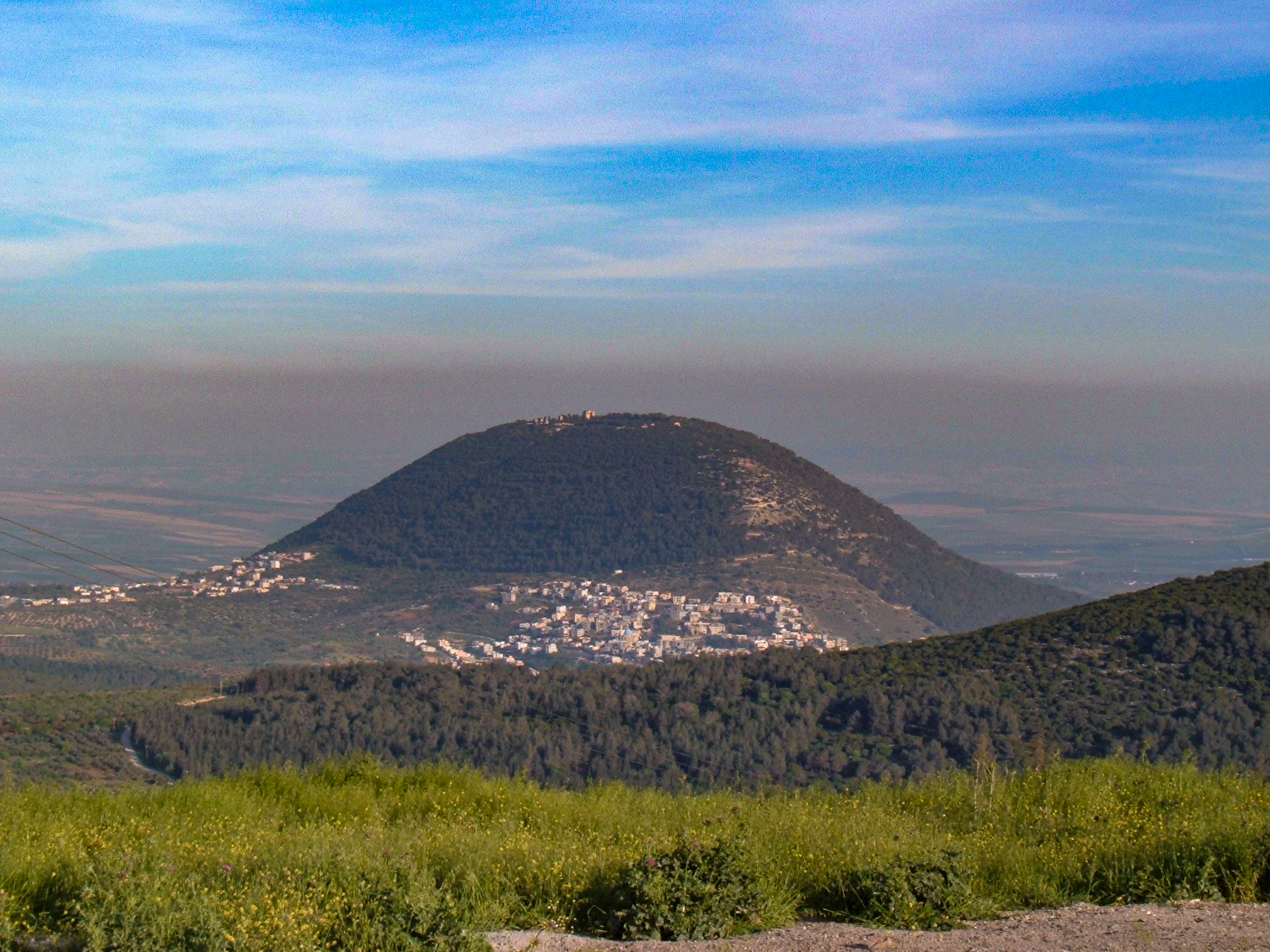
Berg Tabor

Das Kloster S. Salvator auf dem Berg Tabor war ein Benediktinerkloster auf dem Berg Tabor in Galiläa (heute Israel) zur Zeit des Königreichs Jerusalem. Es wurde 1099/1100 von Tankred von Tiberias gegründet. Zu Beginn seines Bestehens hatte der Abt des Klosters erzbischöfliche Befugnisse in Galiläa, die bis 1109 an den Bischof von Nazareth (ab 1129 Erzbistum) übergingen. Nach der Schlacht bei Hattin 1187 fiel das Gebiet um den Berg Tabor in muslimische Hand, und die Mönche siedelten nach Akkon über. 1255/56 wurde das Kloster im Exil durch Papst Alexander IV. aufgelöst und die ihm noch verbliebenen Besitzungen an den Johanniterorden übertragen. Die Johanniter konnten den Berg Tabor für einige Jahre wiedergewinnen und eine Garnison dort halten. 1263 fiel der Berg Tabor in muslimische Hand.

## Geographie
Der Berg Tabor liegt ca. 8,5 km Luftlinie ostsüdöstlich der Altstadt von Nazareth. Er ist ein völlig isoliert von den Bergen von Nazareth stehender, annähernd kegelförmiger Berg, der aber nicht vulkanischen Ursprungs ist. Am nordwestlichen Fuß des Berges liegt die Kleinstadt Daburiyya.

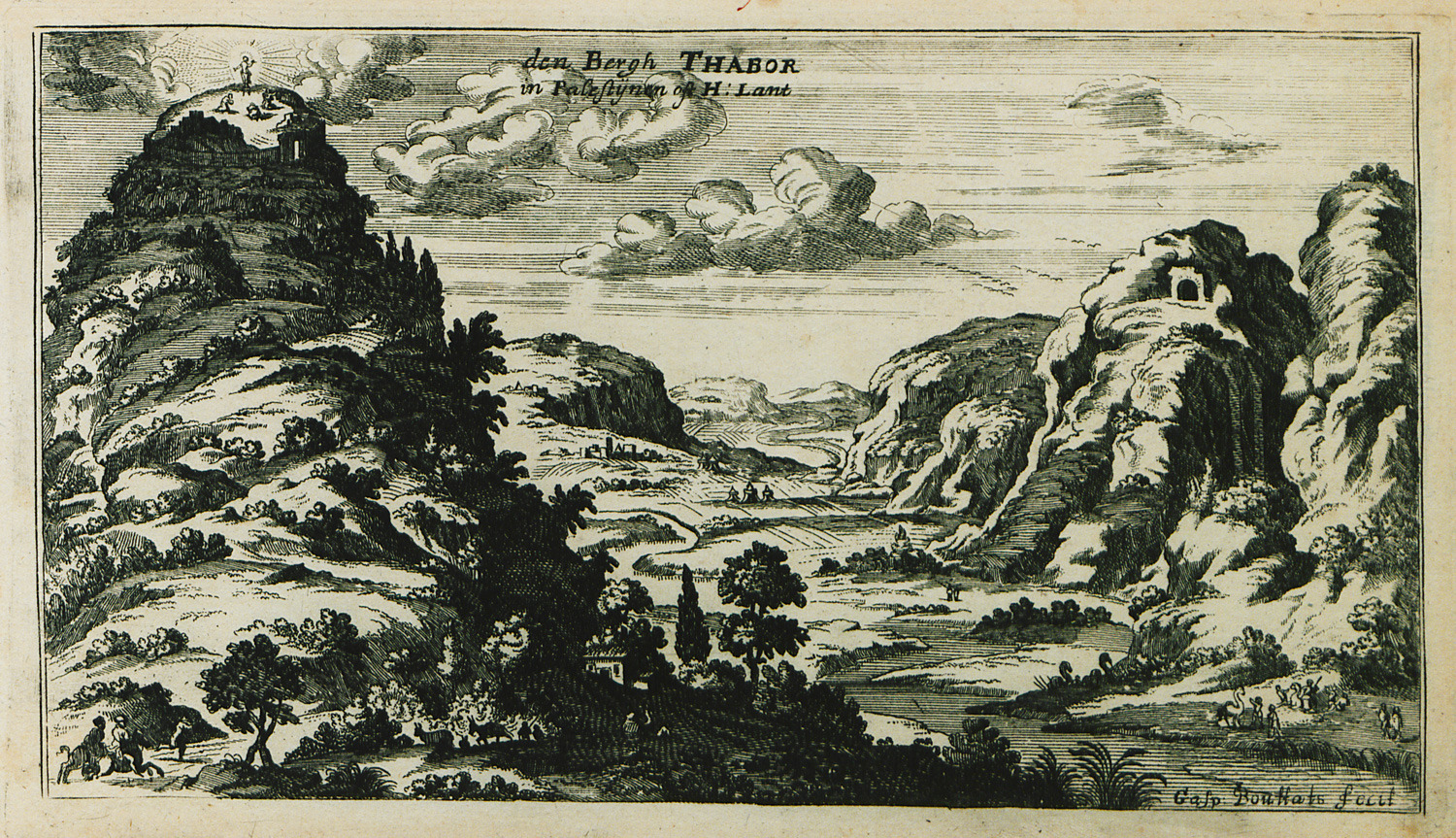
Frühneuzeitliche Abbildung des Berges Tabor mit der Verklärung Christi (aus Jacob Peeters, 1690)

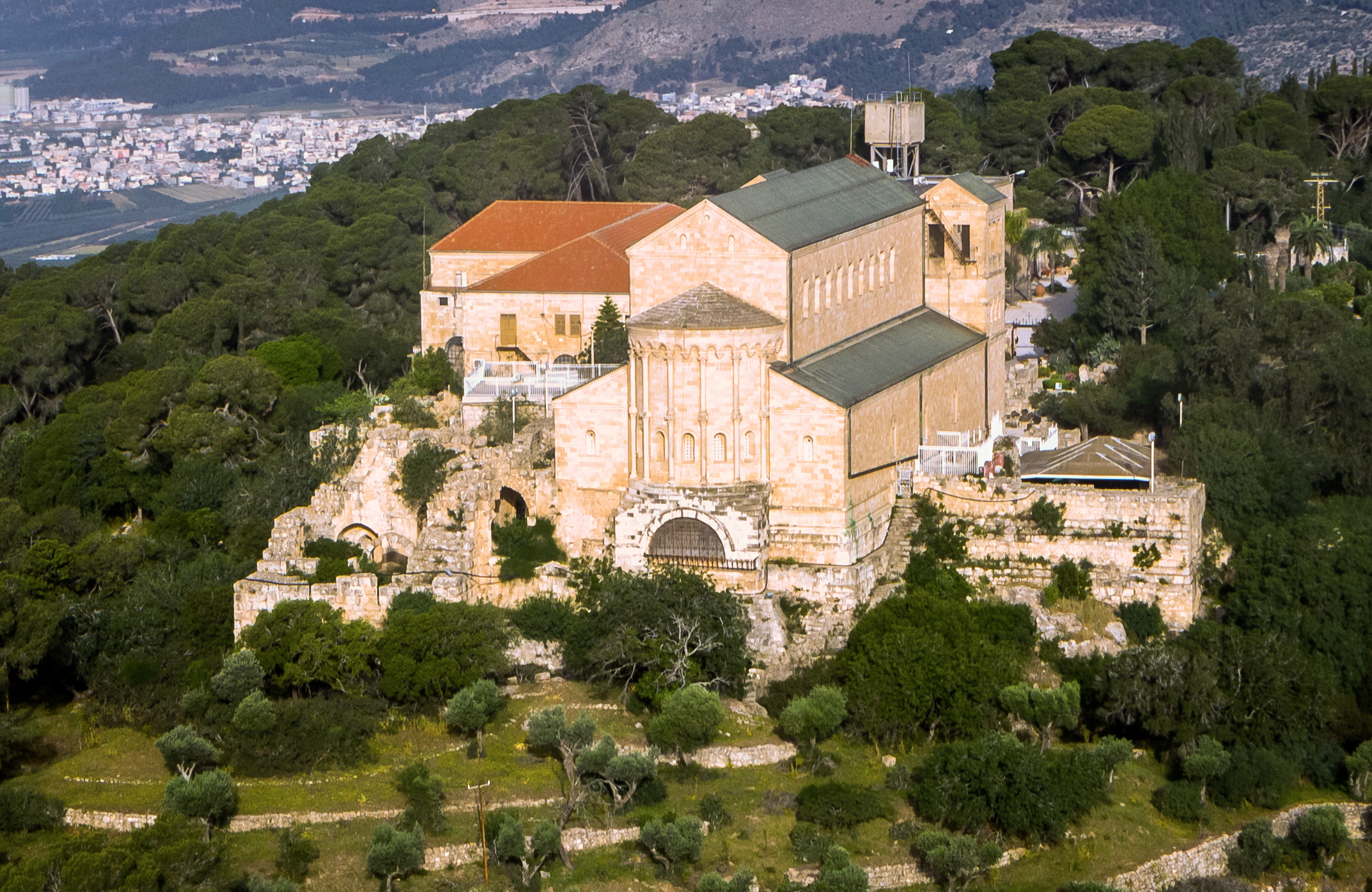
Kirche der Verklärung Christi, erbaut 1924 auf den Ruinen der frühchristlich-byzantinischen Kirche und des mittelalterlichen Tabor-Klosters

## Religiöse Bedeutung des Berges Tabor
Der Berg Tabor wurde und wird in der christlichen Überlieferung als Ort der Verklärung Christi betrachtet. Jesus nahm seine Jünger Petrus, Jakobus und Johannes mit auf den Berg Tabor und zeigte sich ihnen in seiner vollen Göttlichkeit. Er wurde vor den Augen der drei Jünger von einem überirdischen Licht („Taborlicht“) überstrahlt, und seine Kleider wurden leuchtend weiß. Mose und Elija erschienen und sprachen mit Jesus. (Matthäus 17,1–3 ) Der mutmaßliche Ort des Geschehens, der Berg Tabor, wird namentlich in keinem der Evangelien erwähnt. Matthäus und Markus beschreiben ihn jedoch als hohen Berg, abgesondert von den anderen Bergen Galiläas. Er wurde von den östlichen Christen schon früh als der Berg der Verklärung identifiziert.
Der Berg Tabor wurde aber auch schon in frühchristlicher Zeit (5. Jahrhundert) von der Koptischen Kirche Ägyptens mit dem Berg bzw. dem Ort gleichgesetzt, wo Abraham den König von Salem und Hohen Priester Melchisedek getroffen hatte. Melchisedek brachte ihm Brot und Wein und gab ihm seinen Segen. Zu Beginn der Kreuzzüge existierte auf dem Berg Tabor eine in den Fels gehauene Höhle mit einem Altar. Die im 19. Jahrhundert errichtete Kirche St. Melchisedek steht genau über dieser Höhle.

## (Vor-)Geschichte und Gründung des Klosters S. Salvator
Eine erste Kirche auf dem Berg Tabor entstand vielleicht bereits zu Zeiten von Kaiser Konstantin (Anfang 4. Jahrhundert). Petrus sagte auf dem Berg (Tabor) zu Jesus: „Wenn Du willst, werde ich hier drei Hütten bauen, eine für dich, eine für Mose und eine für Elija.“ (Matthäus 17,4 ) Entsprechend wurde eine Kirche gebaut, deren Hochaltar Christus und deren Nebenaltäre in separaten Nebenkapellen Moses und Elias geweiht waren. Dies berichtete der heilige Willibald, der 724 das Heilige Land besuchte.
Während des ersten Kreuzzuges eroberte Tankred von Tiberias schon kurz nach dem Fall von Jerusalem Galiläa und wurde von Gottfried von Bouillon zum Prinzen von Galiläa ernannt. In Galiläa gab es zunächst keine Versuche, eine neue lateinische Diözesanordnung zu schaffen. Zu dieser Zeit gab es zwei Kirchen auf dem Berg Tabor, ein orthodoxes Kloster mit der Kirche der Verklärung Christi und eine Kirche, die Moses und Elias geweiht war. Schon 1099/1100 gründete Tankred das lateinische Kloster S. Salvator auf dem Berg Tabor. Er vertrieb die Mönche des orthodoxen Klosters und besetzte das Kloster mit Benediktinermönchen. Die orthodoxen Mönche erbauten ganz in der Nähe eine neue Kirche, die Elias geweiht war. 1101 konfiszierte Tankred auch die Einkünfte des orthodoxen Klosters und übertrug sie dem neuen Benediktinerkloster, aber auch z. T. seinen Rittern. Allerdings waren die Besitzungen des orthodoxen Klosters zum großen Teil durch den Krieg verwüstet und nicht kultiviert. Vier Besitzungen jenseits des Jordans waren außerdem noch in muslimischer Hand.
1103 nahm Papst Paschalis II. das neue Kloster in seinen Schutz und bestätigte seine Besitzungen. Der erste Abt des Klosters, Gerald, erhielt erzbischöfliche Befugnisse in Galiläa und war ein direkter Suffragan des Patriarchen von Jerusalem. Das Kloster nahm die Cluniazensische Regel an, war jedoch nicht Teil des Cluniazensischen Klosterverbandes, wie manche Autoren vertreten haben. Das Kloster wurde zu einem Zentrum des geistlichen Lebens in Galiläa. Es richtete z. B. auch ein Skriptorium ein, wie ein erhaltenes Manuskript zeigt, das in diesem Kloster entstanden ist.
1106 bestätigte Balduin I. den Landbesitz der Klosterbrüder vom Berg Tabor. In der Urkunde sind 34 Besitztitel aufgeführt, und viele andere, deren Namen er nicht kannte. Vermutlich bezog sich letzterer Satz auf (ehemaligen) Besitz des orthodoxen Klosters, der (immer) noch in muslimischem Besitz war. Der König verfügte außerdem, dass der Teil des ehemaligen Besitzes des orthodoxen Klosters, den Tankred von Tiberias an seine Ritter vergeben hatte, auf Lebenszeit in deren Händen bleiben, aber nach deren Tod an das Kloster zurückfallen sollte. Das blieb aber zum Teil nicht ohne Rechtsmittel. So musste 1152 Guy, Herr von Bethsan, durch ein Urteil eines päpstlichen Legaten gezwungen werden, die Zehnten von zwei casalia dem Kloster auf dem Berg Tabor wieder einzuräumen.

## Einführung der lateinischen Kirchenorganisation in Galiläa
1109 wurde das lateinische Bistum Nazareth gegründet. Das gleichzeitig formell gegründete Bistum Tiberias wurde zunächst in Personalunion von dem Bischof von Nazareth geführt. Damit umfasste das Bistum Nazareth ganz Galiläa. Mit dieser Gründung verlor der Abt des Klosters S. Salvator auf dem Berg Tabor seine erzbischöflichen Befugnisse. Das Kloster blieb jedoch direkter Suffragan des Patriarchen von Jerusalem und wurde nicht der Jurisdiktion des Bischofs von Nazareth unterstellt. Das Kloster erhielt weiterhin ein Drittel des Zehnten von Tiberias, der eigentlich nun dem Bischof von Nazareth zustand. Der Abt hatte zwar seine erzbischöfliche Stellung verloren, behielt jedoch das Recht, das Pallium zu tragen, was erneut durch die Bulle von Papst Eugen III. (1148–1153) bestätigt wurde. 1129 wurde das Bistum Nazareth zum Erzbistum erhoben. Das Bistum Tiberias wurde bis 1144 mit einem eigenen Bischof besetzt.

## Die Einsiedler auf dem Berg Tabor
Schon vor der Eroberung von Galiläa durch Tankred von Tiberias lebten auf dem Berg Tabor Einsiedler in Höhlen. Meist waren es Einsiedler der nahöstlichen christlichen Kirchen, darunter lebte aber auch mindestens ein lateinischer Einsiedler. Bis Mitte des 12. Jahrhunderts siedelten sich noch weitere Einsiedler auf dem Berg an, besonders um die Höhlenkapelle des Melchisedek.

## Geschichte des lateinischen Klosters
1112 starb Tankred von Tiberias ohne Leibeserben. 1113 fiel Maudud von Mossul in Galiläa ein und belagerte auch die Stadt Tiberias, konnte sie aber nicht einnehmen. Für kurze Zeit im Mai 1113 machte er den Berg Tabor zu seinem Hauptquartier. Das Kloster wurde dabei geplündert und stark beschädigt. Die Besitzungen des Klosters in der Umgebung wurden ebenfalls geschädigt. Auch sollen einige Mönche getötet worden sein, deren später in den Nekrologien einiger französischer Klöster als Märtyrer gedacht wurde. Zwei Klosterbrüder, Martin und Rainald, wurden danach nach Süditalien geschickt, um Hilfsgelder für den Wiederaufbau zu sammeln. In der Folgezeit nahm das Kloster einen Aufschwung, zumal Galiläa bis 1154 nicht mehr von muslimischen Streifzügen betroffen war.
1120 fand eine erste Versammlung der weltlichen und geistlichen Würdenträger des Königreiches Jerusalem in Nablus statt. Auch Abt Peter vom Kloster S. Salvator auf dem Berg Tabor nahm daran teil.
Um 1150 wurde die Klosterkirche neu erbaut und anscheinend auch befestigt.
Das Kloster erhielt zahlreiche Schenkungen, deren Erträge die wirtschaftliche Grundlage des Klosters sicherstellten. Die Mönche auf dem Berg Tabor konnten ja keine Eigenwirtschaft betreiben. In den Kreuzfahrerstaaten erhielt das Kloster schon früh einen Weinberg bei Tripoli, 1139 erhielt es von Graf Raimund II. von Tripolis und seiner Frau Hodierna das casale Bethsanum. Dafür mussten die Klosterbrüder im Kloster auf dem Berg Tabor ein Ewiges Licht unterhalten, zum Gedächtnis der verstorbenen Verwandten des Grafen. 1146 erhielten die Klosterbrüder von Raimund II. Häuser in Tripoli und wurden vom Zoll auf Waren befreit, die sie durch sein Gebiet transportierten.
Das Kloster erhielt auch Besitzungen in Süditalien; beispielsweise erhielt es 1115 das Kastel Liccia in der Diözese Umbriatico in Kalabrien. Außerdem erhielt es einen Weinberg und die Fischereirechte im Golf von Tarent.
1161 bestätigte Papst Alexander III. erneut die Rechte des Klosters, so die Exemption und die Befreiung von der Zahlung des Zehnten. Außerdem bekam das Kloster das Recht, den Abt frei zu wählen, und das Begräbnisrecht, das heißt, jedermann, der es wünschte und entsprechende Geschenke an das Kloster machte, wurde in der Klosterkirche begraben.
Anders als der erste Abt Gerald engagierten sich die folgenden Äbte wenig in der Politik des Königreichs Jerusalem. Das änderte sich erst 1169, als Bernhard, der damalige Abt des Klosters auf dem Berg Tabor, zum Bischof von Lydda ernannt wurde. Er vertrat sogar den Jerusalemer Patriarchen Heraclius während dessen Reise in den Westen Europas 1184 in Jerusalem. In diesem Jahr griff Saladin Karak an und belagerte die befestigte Stadt. Bischof Bernhard suchte nach Freiwilligen unter den Rittern, die als Pilger nach Jerusalem gekommen waren, zur Unterstützung von König Balduin IV., der eine Entsatzarmee zusammengestellt hatte.
Das Kloster auf dem Berg Tabor war aber nicht nur ein Ort des Gebetes und Pilgerstätte, sondern auch eine wichtige Institution im Norden des Königreichs Jerusalem. Aus dem Jahr 1180 ist überliefert, dass das Kloster im Kriegsfall 100 Bewaffnete (Söldner) stellen musste.
Im September 1183 unternahm Saladin einen militärischen Einfall nach Galiläa. Ein Kontingent seiner Truppen zog auch zum Berg Tabor, wo die Soldaten das Elias-Kloster einnahmen. Das stark befestigte Kloster S. Salvator konnte Saladin nicht einnehmen. Die Miliz des Klosters und Dörfler aus den umliegenden Siedlungen, die auf dem Berg Tabor Schutz gesucht hatten, schlugen den Angriff ab. Inzwischen war auch das Heer des Königreiches Jerusalem herangerückt. Saladin zog sich im Oktober 1183 nach Damaskus zurück.

## Die Geschichte des Klosters ab 1187

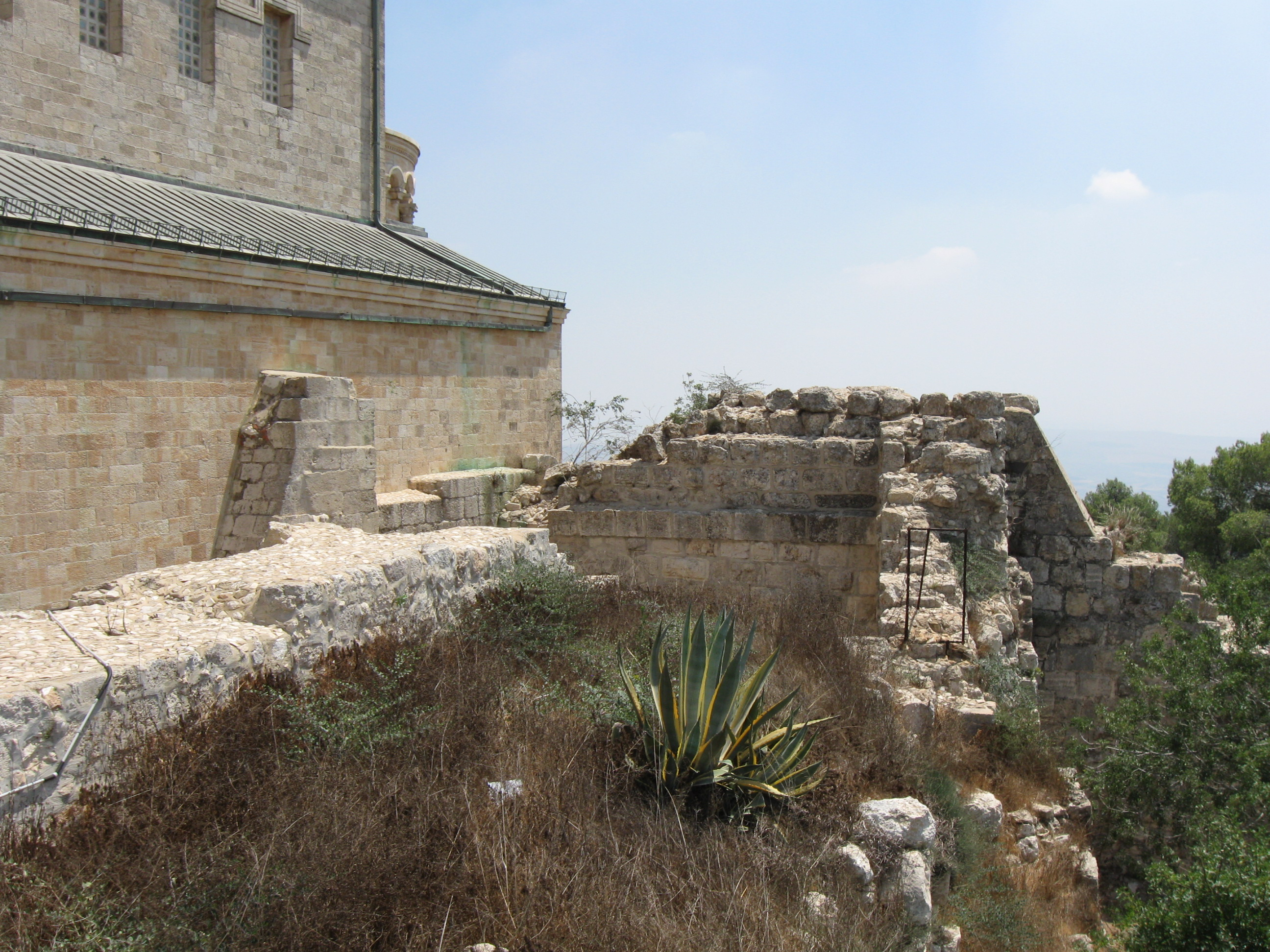
Verklärungskirche mit Mauerresten des mittelalterlichen Klosters

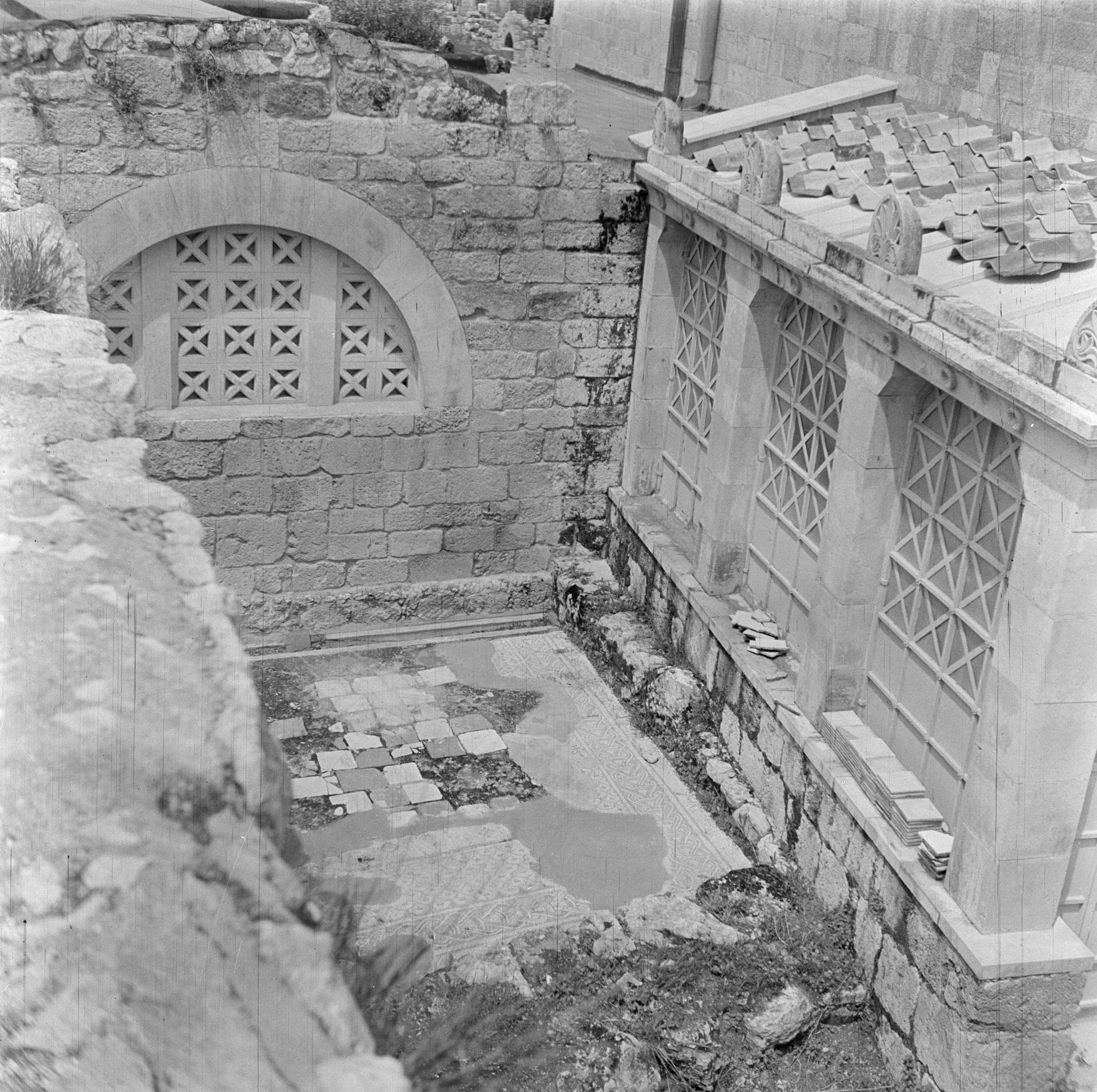
Reste der mittelalterlichen Klosterkirche mit Mosaikfußboden (Aufnahme von 1948)

Am 29. Juni 1187 fiel Saladin erneut in Galiläa ein und belagerte Stadt und Festung Tiberias. Eine Abteilung seiner Truppen eroberte auch den Berg Tabor und das Kloster S. Salvator, das geplündert wurde. Die Mönche flohen in andere Landesteile des Königreiches. Nach der Schlacht von Hattin am 4. Juli 1187 konnten sie nicht mehr in ihr Kloster zurückkehren, denn der Berg Tabor lag nun in muslimischem Gebiet. Wohin die Mönche sich unmittelbar nach der Schlacht von Hattin wandten, ist unklar, denn nun fehlen Nachrichten über das Kloster bis 1205. In diesem Jahr ernannte Papst Innozenz III. den Abt des Klosters Tabor und den Abt des piemontesischen Zisterzienserklosters Lucedio zu Vermittlern in dem Streit zwischen Leon III. von Kilikien und Bohemond IV. von Antiochien. Aus Lagebeschreibungen in Anhängen zu Urkunden von 1206 ergeben sich Hinweise, wo sich die Mönche vom Berg Tabor angesiedelt hatten: nahe am Tor von Geoffrey Le Tor in Akkon. Durch den Verlust der meisten Besitzungen (in Galiläa) wurde die wirtschaftliche Basis des (Exil-)Klosters sehr schmal. Die Einkünfte aus den verbliebenen Besitzungen waren zudem nur schwierig einzuziehen, da sie sehr zerstreut lagen. Vermutlich hatte das Kloster auch Personalsorgen (zuletzt werden noch drei Mönche namentlich erwähnt); die Anziehungskraft des Berges Tabor war nicht mehr gegeben, und die Hoffnung auf Rückkehr in das Kloster auf dem Berg Tabor schwand immer mehr. Zudem wuchs die Schuldenlast des Klosters im Exil. Ein Wiederaufbau der Klostergebäude auf dem Berg Tabor wäre vom (Exil-)Kloster kaum zu leisten gewesen.
Ab 1211 ließ Saladins Bruder Sultan al-Adil I. den Berg Tabor befestigen; die Arbeiten waren 1215 beendet. Die Festung auf dem Berg Tabor erhielt eine Garnison von angeblich 2000 Mann. Mit dem 5. Kreuzzug kam erneut Bewegung in den Streit um den Besitz von Galiläa. Der Berg Tabor wurde von den Kreuzfahrern belagert, jedoch nicht eingenommen. Als die Kreuzfahrer 1218 Ägypten angriffen, wurde die Garnison vom Berg Tabor abgezogen. Vorher wurden jedoch die Befestigungen wieder geschleift, damit sie nicht in die Hände der Kreuzfahrer fallen konnten. Die Klosterkirche scheint dabei nicht schwer beschädigt worden zu sein. Durch das Abkommen zwischen Friedrich II. und Sultan al-Kamil 1229 kam ein Gebiet mit Jerusalem, Bethlehem, Lydda und Nazareth wieder in christlichen Besitz. Der Berg Tabor gehörte nicht zu diesem Gebiet. Der Berg war jedoch für christliche Pilger wieder zugänglich. Ob die Mönche des Klosters S. Salvator aus ihrem Exil in Akkon auf den Berg Tabor zurückkehrten, ist ebenfalls unsicher. Es gibt jedenfalls keine Urkunde, die eine eventuelle Rückkehr belegen könnte. Im Gegenteil, 1238 ordnete Papst Gregor IX. eine Untersuchung gegen den namentlich nicht genannten Abt des Klosters S. Salvator (P.) wegen Verfehlungen gegen die Ordensregeln und Verschleuderung von Klostervermögen an. Mit der Durchführung der Untersuchung beauftragte er den Bischof von Tortosa, den Abt des Klosters St. Samuel in Akkon und den Prior der Ägidiuskirche in Akkon. Das legt nahe, dass das Kloster S. Salvator immer noch seinen Sitz in Akkon hatte oder dass sich zumindest der Abt in der Niederlassung in Akkon aufhielt. 1241 gab Sultan as-Salih Ayyub den Christen auch den Berg Tabor zurück. Ob nun die Mönche aus ihrem Exil zurückkehrten, ist ebenfalls nicht belegt. Wenn sie zurückkehrten, mussten sie bereits 1244 wieder fliehen. Eine Armee von choresmischen Söldnern verwüstete Galiläa auf ihrem Zug nach Jerusalem, das sie im August 1244 eroberten und plünderten. 1247 eroberte Sultan as-Salih Ayyub Tiberias, die Burg Belvoir und den Berg Tabor. Nach dem gescheiterten Sechsten Kreuzzug in Ägypten blieb König Ludwig IX. von Frankreich jedoch im Heiligen Land und eroberte 1250 Galiläa zurück. In diesen unsicheren Zeiten dürfte das Einziehen der Einkünfte für das Kloster schwierig gewesen sein, zumal möglicherweise viele Güter durch den Krieg und die Plünderungen zerstört oder zumindest geschädigt waren. Auch nun gibt es keine Hinweise, dass die Mönche des Klosters S. Salvator auf den Berg Tabor zurückgekehrt wären. Noch am 25. März 1255 war der Abt des Tabor-Klosters bei einem Prozess in Akkon anwesend. Das ist der letzte Nachweis eines Abtes des Tabor-Klosters.

## Die Auflösung des Klosters und Nachgeschichte
Am 1. April 1255 übertrug Papst Alexander IV. alle Besitzungen des Klosters S. Salvator auf dem Berg Tabor an den Johanniterorden. Der Papst begründete diesen Schritt damit, dass das Kloster auf dem Berg Tabor zerstört sei und die wenigen Mönche in Akkon nicht die Mittel besäßen, das Kloster wieder aufzubauen. Der Erzbischof von Tyrus und der Abt des Klosters S. Maria im Tal Josaphat wurden beauftragt, die Besitzungen des Tabor-Klosters auf die Johanniter zu übertragen. Die letzten Mönche des Tabor-Klosters protestierten zwar gegen diese Entscheidung, jedoch ohne Erfolg. Im Jahr darauf nahm Joscelin von Tornell im Auftrag des Meisters der Johanniter die Besitzungen des Tabor-Klosters in Galiläa, die nicht in muslimischer Hand waren, auch tatsächlich in Besitz. Die Johanniter mussten im Gegenzug die Schulden des Tabor-Klosters übernehmen und die letzten Mönche adäquat versorgen, sofern sie keine Aufnahme in einem anderen Kloster fänden. Die letzten Tabor-Mönche, drei werden 1256 noch namentlich genannt, verteilten sich auf die anderen Benediktinerklöster in Akkon, und das Abtssiegel wurde zerbrochen. Damit war das Ende dieses Anfang des 12. Jahrhunderts so bedeutenden Klosters in Galiläa gekommen.
Die Johanniter legten eine Garnison auf den Berg Tabor und nahmen die Gottesdienste wieder auf. Christliche Pilger konnten den Ort wieder besuchen und dort beten. Die Johanniter konnten den Berg Tabor aber nicht lange behaupten. 1263 fiel Sultan Baibars in Galiläa ein und drang auch zum Berg Tabor vor. Die dortige christliche Garnison floh, ohne Widerstand zu leisten. Baibars ließ beide Klöster auf dem Berg Tabor zerstören. Heute ist von der ursprünglichen Kirche der Kreuzfahrer nur noch die Apsis über der Krypta mit der heiligen Stätte vorhanden. Auf den Ruinen des mittelalterlichen Klosters wurde 1924 die Verklärung-Christi-Kirche der Franziskaner erbaut.

## Äbte

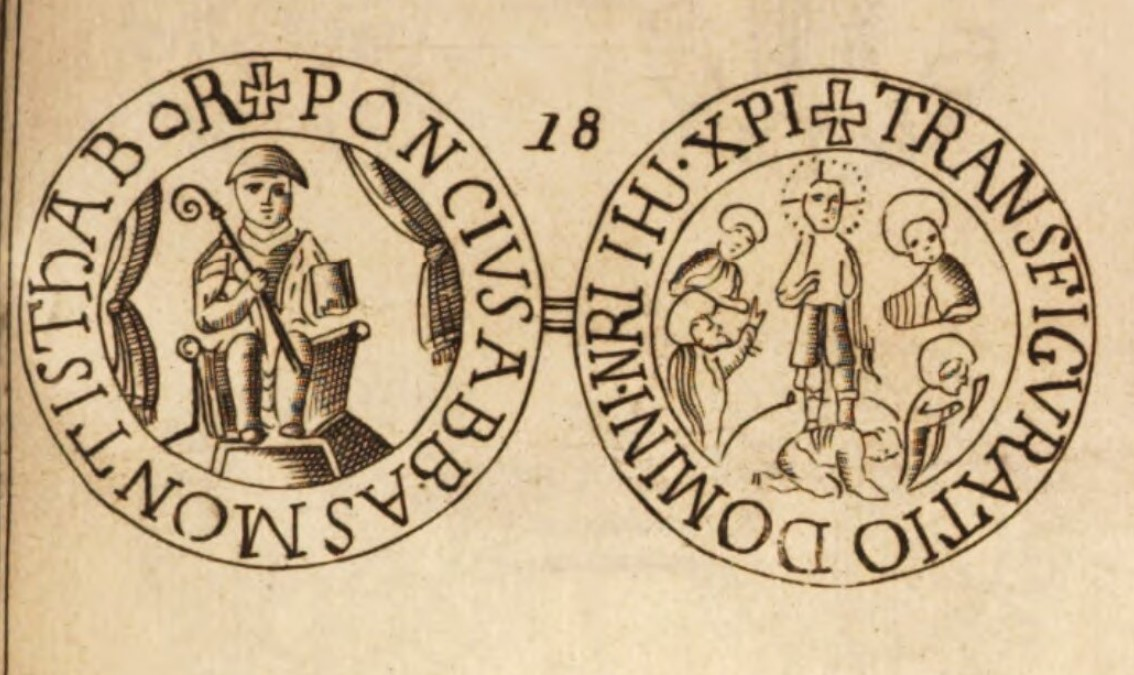
Siegel des Abtes Poncius, 1152

- 1103 Giraldus/Gerald/Gerardus/Girardus, Montis Thabor archepiscopi totius Galileae[2][3]
- 1112 bis 1115 Raimundus[3]
- 1120 Peter, Abt vom Berg Tabor[3]
- 1138 Wilhelmus, Abt[4][3]
- 1139 Gaufridus, Abt[5] Martinus, Prior[3]
- 1146 bis 1152 Pons/Pontius/Poncius, Abt[6][3]
- 1162 bis 1168 Bernardus, wurde 1168 Bischof von Lydda, fiel am 4. Juli 1187 in der Schlacht von Hattin, 1162 Garinus, Prior, wurde später Abt[3]
- 1169 bis 1175 Garinus, 1169, 1175 Lanzalinus, Prior[3]
- 1180 bis 1183 Johannes,[7] 1180 H., Prior[3]
- 1205/06 M.,[7] 1205 Jordanus, Prior[3]
- 1214 Johannes II.[7]
- 1220 Andreas[3]
- 1233 bis 1246 P., abbas Montis Thabor[8]
- 1250 Gauvain[3]